# Сары-Таш (Кара-Кульджинский район)
Сары-Таш (кирг. Сары-Таш) — село в Кара-Кульджинском районе Ошской области Кыргызстана. Входит в состав Ылай-Талинского айылного аймака.

## География
Село расположено в северной части области, на левом берегу реки Тар, на расстоянии приблизительно 3 километров (по прямой) к юго-юго-западу от села Кара-Кульджа, административного центра района.

## Население
Согласно оценочным данным Национального статистического комитета Кыргызской Республики, численность населения села на начало 2023 года составляла 267 человек.
| год     | 2009 | 2014 | 2015 | 2020 | 2021 | 2023 |
| ------- | ---- | ---- | ---- | ---- | ---- | ---- |
| человек | 298  | 210  | 207  | 216  | 218  | 267  |